# Cayacoa
Cayacoa fue el gran jefe y cacique taíno del cacicazgo Higüey en La Española. Dominaba la parte oriental de la isla a la llegada de Cristóbal Colón en 1492. Después de Caonabo, Cayacoa era uno de los caciques más poderosos de La Española y poseía una legión de indios bajo su mando.
Después de su muerte, su esposa la cacica bautizada como Doña Inés(en otro lugar dice que fue bautizada con el nombre de Catalina) y (sin relación con la madre de Agüeybaná de la isla de Puerto Rico) se casó mediante rito católico con el español Miguel Díaz de Aux (Aus). Tuvieron dos hijos: Miguelico y una hija cuyo nombre no consta. Miguelico nació en La Española alrededor de 1496.  
Miguel Díaz de Aux murió en 1515 y dejó un testamento protocolizado en Sevilla en 1504. Mediante este instrumento legó 200,000 maravedís a su hijo Miguelico, doblando dicha cantidad si éste optaba por seguir un oficio sacerdotal. Dicen que Miguelico escogió seguir en los pasos de su padre, participando con Hernán Cortés en la conquista de la Nueva España.  Ver artículo de Esteban Miracaballos "En Torno a los Primeros Mestizos."
Hay un relato que tiene que ver con las minas de oro de Hayna. Se cuenta que Miguel Díaz, creyó haber matado a un hombre en una reyerta y huyó hasta llegar a las riberas del Ozama en Higüey, donde conoció a la viuda del Cacique Cayacoa. Esta le confió el secreto sobre las minas de oro. Miguel Díaz pensó que si regresaba y contaba lo sucedido, le perdonarían. Y así fue.